# 아멜리아 안데르스도테르
아멜리아 안데르스도테르(스웨덴어: Amelia Andersdotter, 1987년 8월 30일 ~ )은 스웨덴 해적당에 소속된 유럽 의회 의원이다. 2009년 유럽 연합 총선에서 스웨덴 해적당의 정당 비례 명부에 의해 의원으로 선출되었다.
아멜리아 안데르스도테르는 2009년 유럽 연합 총선에서 해적당의 정당 비례 명부에 크리스티안 앵스트룀 다음으로 등재되어 있었다. 이 때문에 2009년 6월 총선 결과 발표에서는 투표수 부족으로 당선되지 못하였으나, 2009년 12월 1일 리스본 조약에 따라 유럽 의회에 배정된 스웨덴의 지분이 2석 늘어나면서 추가로 선출되었다.
리스본 조약의 발효로 유럽 의회는 18석의 의석이 늘었지만 몇 몇 나라에서 의원 선출이 완료되지 않았기 때문에, 안데르스도테르는 곧바로 의석에 앉을 수는 없었다. 이후 조약 개정 요구가 있었고, 2년 후 개정된 조약에 대한 국가별 비준이 이루어졌다. 벨기에가 2011년 11월 서명함으로써 리스본 조약에 대한 비준이 모두 끝났고, 유럽 의회는 추가된 의원을 맞이하였다.
안데르스도테르는 유럽 의회 선거에 후보로 등록할 당시 룬드에 있는 룬드 대학교에서 수학을 배우고 있었다. 2007년부터 2010년까지 해적당의 청년조직인 청년 해적에 속해 국제 협력 사업에 참여하였다. 룬드 대학교 학생 신문과의 인터뷰에서 안데르스도테르는 자신이 당선된다면 유럽 의회 의원 수당으로 금융거래과세를 위한 시민 행동(ATTAC, Association for the Taxation of Financial Transactions and for Citizens' Action)과 좌파 계열 잡지인 오르드프론트, 그리고 국제사면위원회를 후원하겠다고 한 바 있다.
안데르스도테르는 현재 벨기에에 살면서 해적당의 정책을 유럽 의회에 제기하는 일을 준비하고 있다.
2010년 10월 한국을 방문한 바 있다.

## 같이 보기
- 스웨덴 해적당
- 해적당 인터내셔널
- 코피미즘
- 사이버스페이스 독립선언문